# Udelartitan
Udelartitan („titán z Universidad de la República“) byl rod sauropodního dinosaura ze skupiny Titanosauria a nadčeledi Saltasauroidea, který žil v období starší pozdní křídy (asi před 100 až 85 miliony let) na území dnešní severozápadní Uruguaye (department Paysandú).

## Historie a popis
Fosilie tohoto sauropoda byly objeveny roku 2006 v až 200 metrů mocných sedimentech geologického souvrství Guichón, ve kterém se nacházejí vrstvy o stáří 125 až 85 milionů let milionů let. Objeveny byly fosilie přinejmenším dvou jedinců, typový exemplář má označení FC-DPV 3595 a jedná se pouze o trojici artikulovaných ocasních obratlů. Další exemplář s označením FC-DPV 1900 byl patrně starší a je také podstatně kompletnější - kromě 60 ocasních obratlů se z něho zachovaly i fosilní kosti končetin. Nález byl předběžně popsán již v roce 2012, navíc spolu s údajným objevem osteodermů (kostěných kožních destiček, vytvářejících tělesný "pancíř" dinosaura). Výskyt osteodermů se ale novým výzkumem nepotvrdil, jednalo se spíše o kamenné konkrece.
Druh Udelartitan celeste byl formálně popsán v březnu roku 2024. Rodové jméno je poctou domovské instituci prvního autora práce, druhové (znamenající "modré nebe") se pak vztahuje k fotbalovým týmům Uruguaye (majícím podobné přezdívky). Jednalo se patrně o zástupce čeledi Saltasauridae o odhadované tělesné délce 15 až 16 metrů.